# Bond Street (metropolitana di Londra)
Bond Street è una stazione delle linee Central e Jubilee della metropolitana di Londra.

## Storia
La stazione fu aperta il 24 settembre 1900 (con due mesi di ritardo rispetto al resto della linea per via di problemi con gli ascensori) dalla società Central London Railway, circa tre mesi dopo l'apertura di della ferrovia di sua gestione, ossia l'attuale linea Central. Così come tutte le altre stazioni di questa linea, Bond Street venne progettata dall'architetto britannico Harry Bell Measures.
Nel 1920 Harry Gordon Selfridge, fondatore degli omonimi grandi magazzini, propose una nuova uscita della stazione, che si affacciasse sul nuovo magazzino Selfridges ad ovest; l'idea fu ripresa all'inizio degli anni trenta, ma venne respinta nel 1933, per via degli alti costi della costruzione del tunnel sotto Oxford Street, che Selfridge aveva accettato di finanziare solo per il 50%.
Bond street rimase chiusa dal 31 agosto al 6 dicembre 1939, all'inizio della seconda guerra mondiale, per lavori di installazione di paratie anti allagamento come precauzione contro eventuali danni causati da bombdardamenti.
La stazione conobbe diverse ristrutturazioni. La prima, che sostituì gli ascensori con le scale mobili e creò una nuova sala biglietteria, ebbe luogo nel 1926. Una nuova facciata fu disegnata dall'architetto Charles Holden, alta due piani e rivestita in pietra di Portland, con finestre a cleristorio che incorporavano un roundel. simbolo della compagnia, in vetro colorato. La facciata (simile a quelle progettate da Holden per le stazioni dell'estensione di Morden della linea Northern) fu completata nel 1927.

La seconda ristrutturazione ebbe luogo nel 1979 per la creazione delle nuove banchine della linea Jubilee, che aprirono il 1º maggio 1979. La facciata progettata da Holden fu demolita e sostituita dall'ingresso di una galleria di negozi.

Un'altra ristrutturazione ebbe luogo nel 2007; durante quest'ultima vennero rimossi i murales siti sulle banchine della linea Central e vennero sostituiti con una piastrellatura bianca simile a quella originale del 1900.
In previsione dell'apertura della stazione di Bond Street della linea ferroviaria Crossrail, nel novembre 2017 sono iniziati lavori di espansione che hanno comportato l'incremento della capacità degli ingressi e delle uscite del 30%, l'apertura di un nuovo ingresso in Marylebone Lane e l'installazione di ascensori per rendere la stazione accessibile a passeggeri con disabilità. Durante i lavori preparatori, le banchine della linea Central chiusero dal 22 aprile al 18 giugno 2014 e quelle della linea Jubilee dal 29 giugno al 24 novembre 2014.

## Strutture e impianti
La stazione è situata su Oxford Street nei pressi di Bond Street, nel West End di Londra.
Bond Street rientra nella Travelcard Zone 1.

## Interscambi
La fermata costituisce un importante interscambio con la stazione ferroviaria di Bond Street, servita dal servizio della Elizabeth Line.
Nelle vicinanze della stazione effettuano fermata numerose linee urbane automobilistiche, gestite da London Buses.
- Stazione ferroviaria (Bond Street)
- Fermata autobus

## Galleria d'immagini

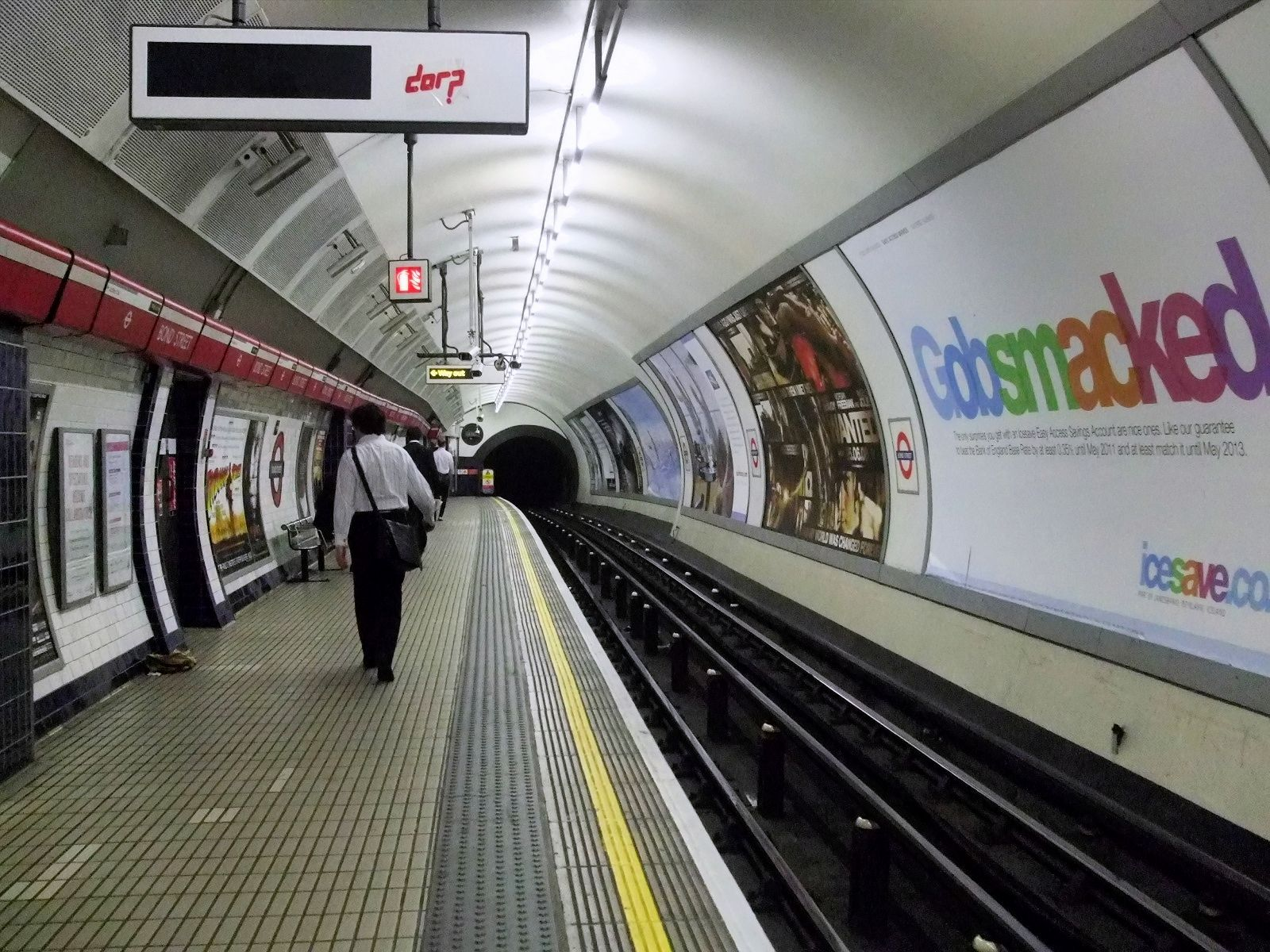
Le banchine della linea Central.
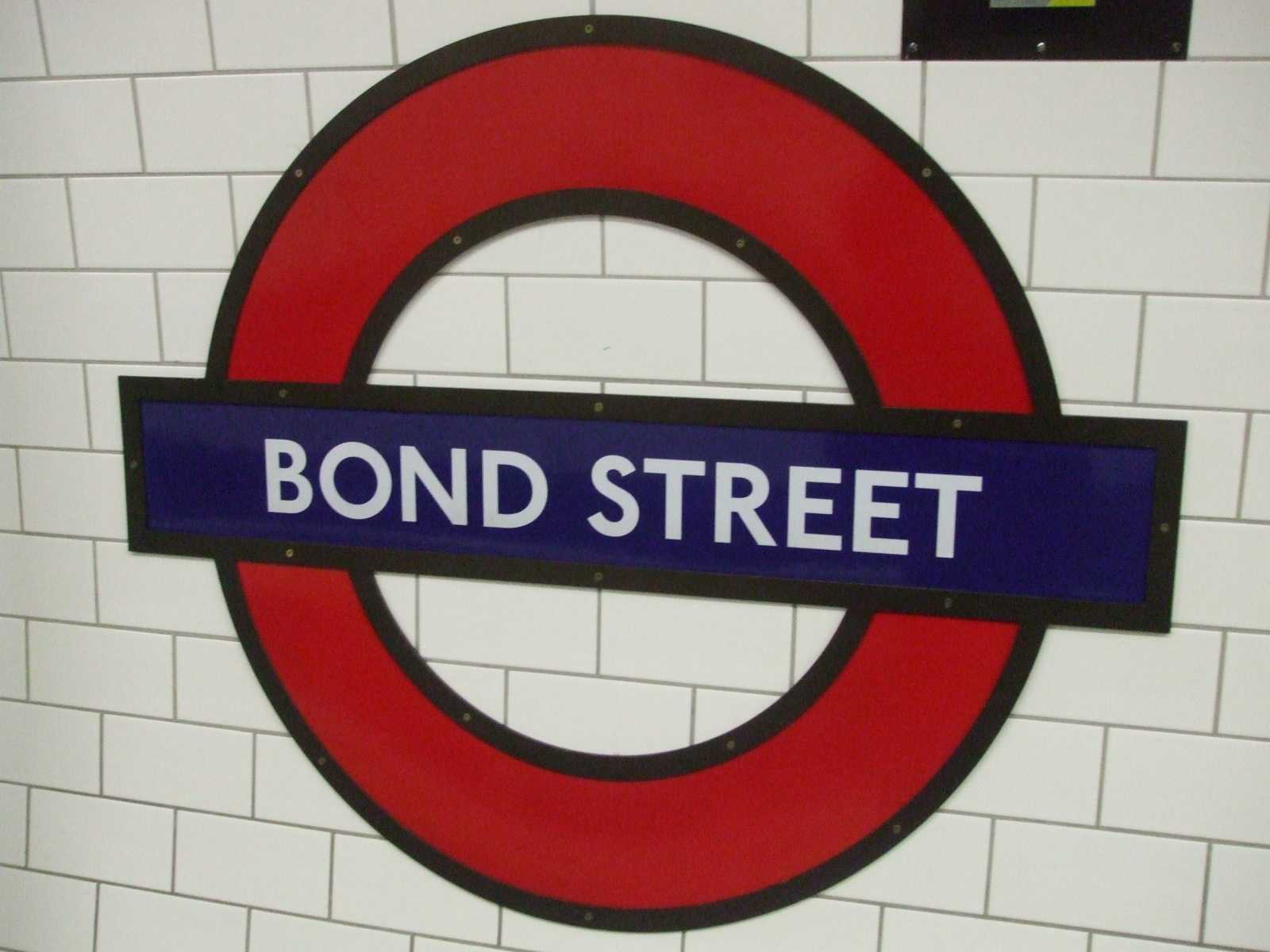
Roundel sito su una delle due banchine della linea Central.
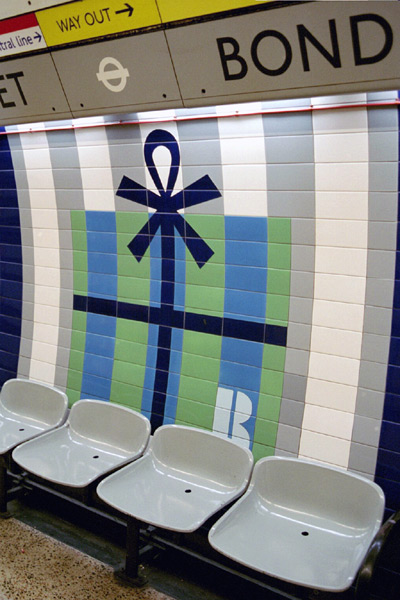
Piastrellatura sulle banchine della linea Jubilee.